# Nikolaus Decius
Nikolaus Decius také Nikolaus Tech, Tecius, Degius, Deeg, Teach, Hovesch, a Curia (* kol. 1485 v Hofu - po 1546) byl německý mnich, luterský farář a kantor, pruský reformátor.

## Život
Studoval v Lipsku, v roce 1506 se stal benediktinským mnichem. Ve Steterburku u Wolffenbergu působil jako probošt ženského kláštera. Poté se přiklonil k reformaci. Od roku 1522 působil jako učitel v Brunšviku. Kvůli M. Lutherovi odešel krátce studovat teologii ve Wittenberku. Od 1524 byl kazatelem ve Štětíně, od 1530 farářem a kantorem v severovýchodním Německu. 1540 se stal dvorním kazatelem v Královci, 1542 dirigentem dvorního pěveckého sboru po H. Kugelmannovi (1498-1542). Od 1543 farářem v Mühlhausenu, kde pečoval o evangelické utečence z Nizozemí.

## Dílo
- dolnoněmecké, později hornoněmecké překlady latinských textů a nápěvy duchovních písní, 1522-31, tisk 1539 (Val. Schumann, Lipsko)